# Ctenoplusia albostriata
Ctenoplusia albostriata är en fjärilsart som beskrevs av Bremer och William Grey 1853. Ctenoplusia albostriata ingår i släktet Ctenoplusia och familjen nattflyn. Inga underarter finns listade i Catalogue of Life.